# Gianlorenzo Blengini
Gianlorenzo Blengini detto Chicco (Torino, 29 dicembre 1971) è un allenatore di pallavolo italiano, commissario tecnico della nazionale maschile bulgara.

## Carriera
La carriera di Gianlorenzo Blengini inizia nel Torino nel campionato di serie A2 2000-01 come assistente di Mauro Berruto, che segue poi al Piacenza, dove conquista la promozione dalla Serie A2 alla Serie A1, oltre alla Coppa Italia di categoria. Rimane a Piacenza per tre stagioni, l'ultima delle quali come secondo di Julio Velasco, con cui collabora anche nei quattro anni successivi, due al Modena e due alla Gabeca di Montichiari, mentre nella sua ultima stagione da secondo ritrova Mauro Berruto.
Il primo incarico da primo allenatore arriva dai Lupi Santa Croce, società toscana militante nel campionato di Serie A2. Nella seconda stagione ottiene due risultati importanti, vincendo la Coppa Italia di Serie A2 e raggiungendo la finale dei play off promozione. Dalla stagione 2011-12 al 2013-14 è primo allenatore della Callipo di Vibo Valentia, che conduce per due stagioni ai play-off scudetto; nel 2014-15 passa alla Top Volley Latina, mentre nel dicembre del 2014 assume l'incarico di secondo allenatore della nazionale italiana, affiancando ancora una volta Mauro Berruto.
Il 24 maggio 2015 sostituisce Alberto Giuliani sulla panchina della Lube, che guida dalla stagione 2015-16 conquistando nell'annata seguente lo scudetto e la Coppa Italia superando in entrambi i casi il Trentino.
A partire dal 1º agosto 2015, pur mantenendo il nuovo ruolo nel club marchigiano fino al termine della stagione 2016-17, e poi in maniera esclusiva fino al gennaio 2021, è il commissario tecnico della nazionale italiana di pallavolo maschile, con cui alla conquista della medaglia d'argento ai Giochi olimpici 2016 di Rio de Janeiro, perdendo la finale 3-0 contro il Brasile.
Nel febbraio 2021, complice il cambio di politica della FIPAV circa il "doppio incarico" dei commissari tecnici, viene nominato nuovamente allenatore del club di Civitanova Marche, subentrando all'esonerato Ferdinando De Giorgi dalla parte finale della stagione 2020-21, pur rimanendo anche al timone della selezione azzurra fino alle Olimpiadi di Tokyo 2020 dove verrà poi sostituito dallo stesso De Giorgi. Conduce la squadra alla vittoria del 6º scudetto, battendo nelle finali la Sir Safety Perugia. Il 3 agosto siede per l'ultima volta sulla panchina della nazionale, sconfitta dall'Argentina in occasione dei quarti di finale dell'Olimpiade.
Nella stagione 2021-2022 conduce nuovamente la Lube alla vittoria del tricolore. Reduce da due stagioni prive di risultati, lascia la guida tecnica del club il 9 aprile 2024, con la squadra impegnata nei play-off per il 5º posto. Nel maggio del 2024 viene presentato come allenatore della nazionale maschile bulgara.

## Palmarès

### Club
- Campionato italiano: 3

2016-17, 2020-21, 2021-2022
- Coppa Italia: 1

2016-17
- Coppa Italia di Serie A2: 2

2001-02, 2010-11